# Brug 1714
Brug 1714 is een kunstwerk in Amsterdam-Noord.
Alhoewel als brug aangeduid als brug betreft het hier een viaduct dan wel tunnel, afhankelijk van het gezichtspunt. De gemeente Amsterdam duidt alle viaducten aan als brug. Het kunstwerk is gelegen in de Nieuwe Leeuwarderweg. Ze voert over de Buikslotermeerdijk, die hier een weg is en geen dijk, die oorspronkelijke dijk ligt iets noordelijker.
Het bouwwerk werd gebouwd rond 1987. Er waren hier toen werkzaamheden in verband met het aanleggen van de kruising Nieuwe Leeuwarderweg met de Ringweg-Noord. Om die kruising tussen die twee snelwegen mogelijk te maken werd de Nieuwe Leeuwarderweg op een dijklichaam gelegd. Dit had tot gevolg dat een gelijkvloerse kruising tussen die weg en dit deel van de Buikslotermeerdijk niet meer mogelijk was. Om toch doorvoer te krijgen was aldus een viaduct/tunnel nodig met de Nieuwe Leeuwarderweg als bovenliggende straat. Wie de ontwerper van de brug is, is vooralsnog onbekend; het zouden ontwerpers kunnen zijn van Rijkswaterstaat of het Ingenieursbedrijf Amsterdam. Het bouwwerk is geheel van beton (landhoofden en overspanning, etc.) en wordt gedragen door een betonnen paalfundering. De brugleuningen zijn van staal, dat blauw geschilderd is en voorzien van een witte band, de gemeentekleuren van Amsterdam.

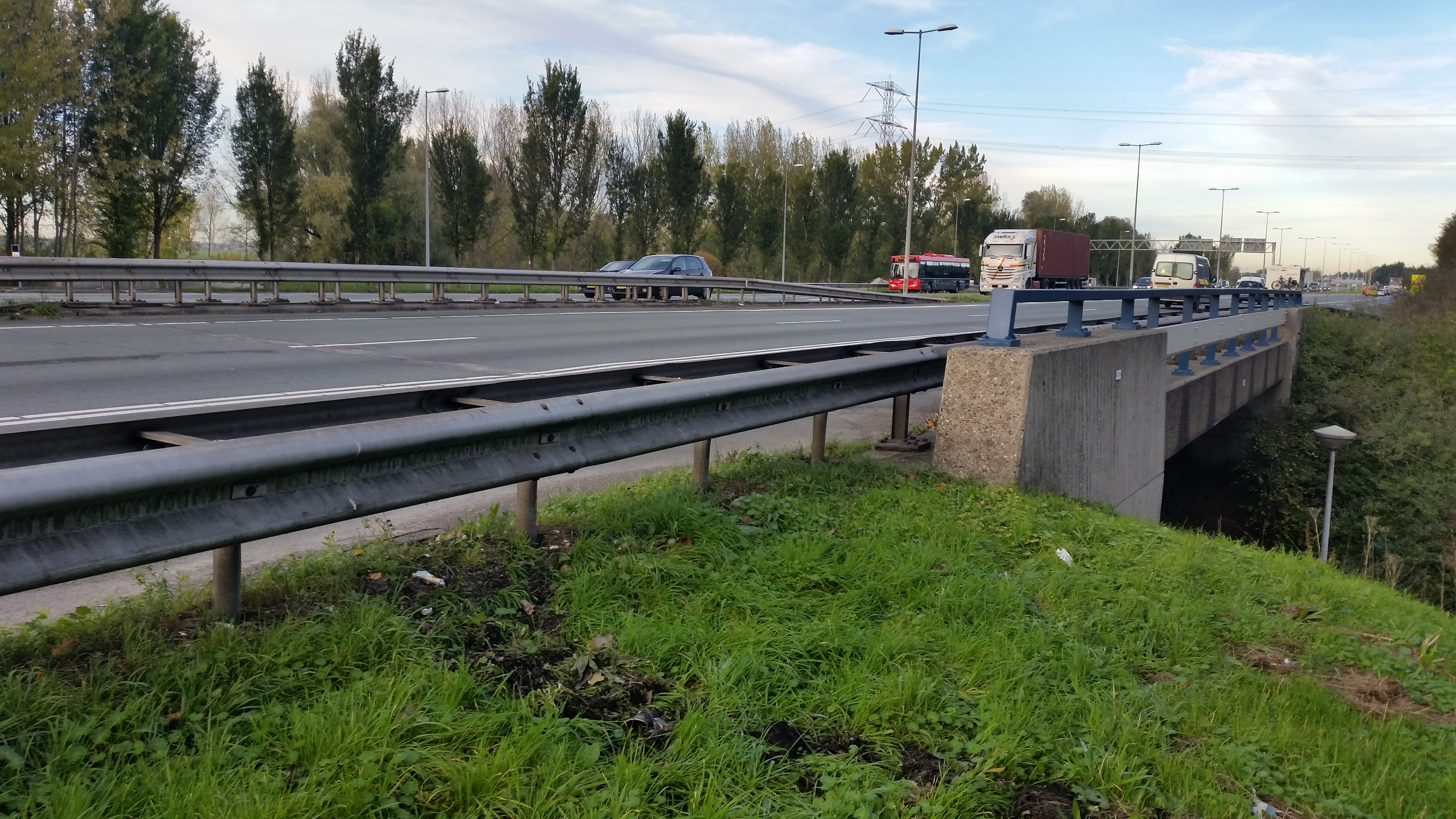
Overzicht bovendek (november 2018)

<<< · 1701 · 1702 · 1703 · 1704 · 1705 · 1706 · 1707 · 1708 · 1709 ·  1710 · 1711 · 1714 · 1715 · 1716 · 1717 · 1718 · 1719 · 1720 · 1721 · 1722 · 1723 · 1725 · 1726 · 1727 · 1728 · 1729 · 1730 · 1731 · 1732 · 1733 · 1734 · 1735 · 1736 · 1737 · 1738 · 1739 · 1741 · 1742 · 1743 · 1745 · 1746 · 1747 · 1748 · 1749 · 1750 · 1751 · 1752 · 1753 · 1754 · 1755 · 1756 · 1757 · 1764 · 1765 · 1766 · 1767 · 1768 · 1769 · 1770 · 1771 · 1772 · 1773 · 1774 · 1775 · 1776 · 1777 · 1778 · 1779 ·  1780 · 1781 · 1782 · 1783 · 1784 · 1785 · 1786 · 1787 · 1788 · 1791 · 1792 · 1793 · 1794 · 1795 · 1796 · 1797 · 1798 · 1799 · >>>
Brugnummers brug 1712, 1713, 1724, 1740, 1744, 1758, 1759, 1760, 1761, 1762, 1763, 1789, 1790 zijn niet (meer) vergeven.